# NGC 4795
NGC 4795 is een balkspiraalstelsel in het sterrenbeeld Maagd. Het hemelobject werd op 23 januari 1784 ontdekt door de Duits-Britse astronoom William Herschel.

## Synoniemen
- UGC 8037
- MCG 1-33-24
- ZWG 43.64
- KCPG 359A
- NPM1G +08.0305
- PGC 43998